# Ustilaginomycetes
Ustilaginomycetes vormen een klasse binnen het rijk van de schimmels (Fungi), behorend tot de stam van Basidiomycota. Alle soorten parasiteren op planten die tot de bedektzadigen behoren. Bepaalde typen branden zijn van grote economische waarde.
Branden vormen enorme hoeveelheden teleutosporen, die vaak zwart en stofachtig zijn. 

## Kenmerken
De Ustilaginomycetes zijn dimorf, afwisselend gistachtig en myceliumvormend. Ze vormen teleutosporen en schieten de basidiosporen niet weg.

## Taxonomie
De taxonomische indeling van de Ustilaginomycetes is als volgt:
Klasse: Ustilaginomycetes
- Subklasse: Entorrhizomycetidae
  - Orde: Entorrhizales
- Subklasse: Exobasidiomycetidae
  - Orde: Doassansiales
  - Orde: Entylomatales
  - Orde: Exobasidiales
  - Orde: Georgefischeriales
  - Orde: Microstromatales
  - Orde: Sporidiales
  - Orde: Tilletiales
- Subklasse: Ustilaginomycetidae
  - Orde: Urocystales
  - Orde: Ustilaginales